# Caulibugula dendrograpta
Caulibugula dendrograpta är en mossdjursart som först beskrevs av Campbell Easter Waters 1913.  Caulibugula dendrograpta ingår i släktet Caulibugula och familjen Bugulidae. Inga underarter finns listade i Catalogue of Life.